# عیالوار (فیلم ۱۳۵۲)
عیالوار فیلمی به کارگردانی پرویز نوری و نویسندگی بهرام ری پور، پرویز نوری محصول سال ۱۳۵۲ است.

## بازیگران
- نصرت‌الله کریمی
- پوری بنایی
- توران مهرزاد
- نگار
- کبری سعیدی
- سرور رجایی
- روح‌الله مفیدی
- نوربهشت
- نجیبی
- شهبازی
- میرمحمد تجدد